# マット・ニコルス
マシュー・スティーブン・ニコルズ（Matthew Stephen Nicholls、1986年3月22日 - ）はイギリスのミュージシャンで、ロックバンド、ブリング・ミー・ザ・ホライズンのドラマーとして最もよく知られている。
彼はバンドのスタジオ アルバム7枚すべてに参加している。

## 経歴
サウス・ヨークシャーのロザラムで生まれ育った。両親が離婚し、父親が彼の親権を得てドラムセットを買ってくれた。ニコルズは独学でドラマーになった。ドラムを習っていた時、ニコルズは「ドラマーに影響された」ことはなく、CDを聴いて彼らの演奏に合わせて演奏していたと述べている。また、ドラマーになるつもりもなかったし、18歳でブリング・ミー・ザ・ホライズンが結成されるまで、ドラムを真剣に受け止めたことはなかった。母親も彼に音楽の道に進むのではなく昼間の仕事に就いてほしいと思っていたが、ニコルズはその考えにあまり乗り気ではなかった。アパートに住んでいた時、周囲に文句を言う人がいたためドラムを演奏することはできず、ライブで演奏する時しかドラムを演奏できなかった。ニコルズは、ブリング・ミー・ザ・ホライズンのメンバーであるオリバー・サイクスとサイクスの兄弟トムとともに、モック・ヒップホップ・グループ「Womb 2 Da Tomb」で演奏していた。